# Risk of Rain 2
Risk of Rain 2 je video igra žanra pucačine iz trećeg lica koja je razvijena od strane kompanije . To je nastavak igre , publikovala ju je  kompanija. Igra koja je prvobitno bila dostupna samo na Microsoft Windows operativnom sistemu objavljena je u martu 2019. godine na platformu Stim. Kompanija Hopo igre je prvobitno očekivala da ce im trebati oko godinu dana pre nego sto objave svoje konačno izdanje igre na platformi. Prve verzije za platforme kao sto su Nintendo svič,  i Xbox One su objavljene u avgustu 2019. godine.

## Iskustvo pri igranju
ima sličan pristup kao i prva igra po redu, u kojoj jedan do četiri igrača moraju da napreduju kroz nekoliko različitih nivoa dok ubijaju neprijatelje koji se stvaraju. Na svakom nivou je cilj locirati teleporter, koji se nasumično pojavljuje na mapi nivoa. Nakon aktivacije, igrači moraju da brane sebe od navale vanzemaljaca, uključujući i bos čudovišta dokle god se ne napuni teleporter. Ubijanjem vanzemaljaca se dobija iskustvo i novac. Novac moze da se koristi za otvaranje kovčega iz kojih nasumično dobijamo predmete koji nam pomazu u napretku kroz nivo. Ovi kolekcionarski predmeti nam pružaju širok spektar pojačanja igračima koji ih nose pružanjem sinergističkih efekata na bilo kom nivou igre. Poenta igre je za igrača da otključavaju pristup novim igrivim karakterima, predmetima i modifikatorima igre tako sto završavaju određene zadatke u igri. Nakon otkljucavanja, novi karakteri i predmeti će biti otvoreni za izbor na početku svake igre, nakon čega će se u njoj kroz mape igre kasnije pojavljivati.
Risk of Rain 2 sadrži nekoliko istih igrivih likova, predmeta i vanzemaljaca kao i iz prve igre, ali igru premešta iz 2D u 3D okruženje.

## Razvoj igre
U maju 2017, Hopo Igre su objavili da su radili na nastavku igre Risk of Rain u proslih 6 meseci. Cilj nastavka je bio da se održi isti glavni aspekt sto je postojao i u prvoj igri. Dok je igra jos uvek bila u ranoj fazi razvoja i bilo je mogućnosti raznih promena, Hopo igre su potvrdili da je glavna izmena prelazak iz 2D u 3D okruženje, jer 3D opcija pruža dublji dizajnerski prostor i mogućnosti za igru, kao i više načina da se umetnički izraze. Kada su započeli razvoj na nastavku, Hopo je počeo sa 2D prototipom sa karakterom koji je u prvoj igri jedan od venzemaljaca kako bi izmešali formulu igre nastavka. Deo dodatka za ovo bio je inspirisan umetnošću fanova za prvu igru Risk of Rain koja je prikazivala različite predmete koje je igrač pokupio na samom igrivom karakteru, Hopo je želeo da iskoristi ovaj pristup u nastavku, ali 2D grafički pristup im nije pružao dovoljno vizelnog prostora za rad. Prebacili su prototip iz 2D u 2.5D, predstavljajući lika u 3D grafici, igra je inače idalje bila 2D platformer, ali kada su to završili, osetili su da je bolje da drugu igru u potpunosti premeste u 3D, sa tim da je prelaz bio relativno brz za izvodjenje. Nastavak će koristiti endžin Unity, koji je Hopo morao da nauči da koristi, kao i da uloži vreme u pravljenju 3D sveta igre.
Nastavak je vratio većinu istih klasa karaktera i vanzemaljaca iz prve igre, ali sa modifikovanim ili novim sposobnostima koje odražavaju razlike između 2D i 3D okruženja. Hopo je objasnio da je neke vanzemaljce koje je bilo tesko izbeći u originalnoj igri sada zbog dodatnog 3D prostora bilo previše lako izbegavati, pa su dodali dodatne napade za ovakva čudovišta kako bi ih učinili jačim. Dizajn mape je sličan onome iz prve igre po tome što postoji nasumično mesto teleportera i drugih predmeta zajedno sa različitim permutacijama mape raznih nivoa. Od ažuriranja u decembru 2019. godine, dodate su različite verzije mapa, po njihovom nazivu varijante, kojima je svrha bila produžetak zabave igrača. Hopo planira da poboljša mogućnost opcija igranja sa drugima, uključujući korišćenje peer-to-peer opcije Stim platforme, uključivanje privatnih sesija igranja kao i igranje na podeljenom ekranu. Hopo je očekivao da će početkom 2019. godine pustiti igru u rani pristup korisnicima radi izgradnje zajednice fanova, dobijanja povratnih informacija i izbegavanja suše sadržaja pružanjem čestih ažuriranja na svakih nekoliko meseci.
Igra je pustena preko Stima u rani pristup igracima 27. marta 2019. Predvidjaju da će period ranog pristupa trajati godinu dana, tokom kojeg su igre Hopo postavile konktretne ciljeve koje žele ispuniti: 10 igrivih karaktera, 12 stejdžova, 12 glavnih bos neprijatelja i preko 100 kolekcionarskih predmeta.
Girboks kompanija je objavila naslov za Nintendo Switch, PlayStation 4 i Xbox One, koji su objavljeni u rani pristup igračima 30 avgusta, 2019.

## Prijem od strane igrača
Nakon pokretanja u rani pristup, Hopo Igre su ponudile Risk of Rain 2 uz kupi jedan, osvoji jedan besplatno promociju prvih nekoliko dana prodaje. Nedelju dana nakon izlaska, Hopo je objavio da je preko 650.000 igrača igralo igru, a oko 150.000 onih koji su iskoristili specijalnu promociju. U roku od mesec dana od ranog pristupa igra je nadmašila milion prodatih jedinica.
Od aprila 2020. godine prijem, sadašnje skoro gotove igre, je bio veoma pozitivan.